# Raven Goodwin
Raven Goodwin (Washington, 24 giugno 1992) è un'attrice statunitense.

## Biografia
Nel 2001 ha partecipato al film Lovely & Amazing di Nicole Holofcener, ottenendo uno dei ruoli principali, facendo poi parte del cast di Station Agent e di L'amore si fa largo in parti minori. 
In televisione è stata una dei protagonisti di Just Jordan, interpretando Tangie Cunningham, e di Huge - Amici extralarge, nel ruolo di Becca Huffstatter. È principalmente conosciuta per aver interpretato Ivy Wentz nella serie Buona fortuna Charlie, partecipando anche al film basato sulla serie Buona Fortuna Charlie Road Trip Movie.
Ha inoltre partecipato ad un episodio di Malcolm, un episodio di New Girl e due episodi della serie televisiva Glee.

## Filmografia

### Cinema
- Station Agent, regia di Tom McCarthy (2003)
- L'amore si fa largo (Phat Girlz), regia di Nnegest Likké (2006)
- Fottute! (Snatched), regia di Jonathan Levine (2017)

### Televisione
- Malcolm (Malcolm in the Middle) – serie TV, 3 episodi (2004-2005)
- Squadra Med - Il coraggio delle donne (Strong Medicine) – serie TV, episodio 6x08 (2005)
- Tutti odiano Chris (Everybody Hates Chris) – serie TV, episodio 1x14 (2006)
- Just Jordan – serie TV, 30 episodi (2007-2008)
- 30 Rock – serie TV, episodio 3x02 (2008)
- Huge - Amici extralarge (Huge) – serie TV, 10 episodi (2010)
- Buona fortuna Charlie (Good Luck Charlie) – serie TV, 34 episodi (2010-2014)
- Glee – serie TV, 3 episodi (2011)
- New Girl – serie TV, episodio 1x07 (2011)
- Buona fortuna Charlie - Road Trip Movie (Good Luck Charlie, It's Christmas!), regia di Arlena Sanford – film TV (2011)
- Being Mary Jane – serie TV, 35 episodi (2013-2019)
- SMILF – serie TV, 17 episodi (2017-2019)
- Abbott Elementary – serie TV, episodi 2x08 e 2x19 (2022-2023)
- Grotesquerie – serie TV, 10 episodi (2024)

## Doppiatrici italiane
Nelle versioni in italiano delle opere in cui ha recitato, Raven Goodwin è stata doppiata da:
- Letizia Ciampa in Buona fortuna Charlie, Buona fortuna Charlie - Road Trip Movie, Huge - Amici extralarge, Grotesquerie
- Benedetta Degli Innocenti in SMILF
- Giulia Franceschetti in Station Agent
- Francesca Manicone in 30 Rock